# Волоха Валентин Григорович
Валентин Григорович Волоха — Заслужений лікар України (2010). Начальник управління охорони здоров'я Державної прикордонної служби України з 2012 року, генерал-майор медичної служби.